# Testvérbosszú
A Testvérbosszú (eredeti cím: The Boondock Saints) 1999-ben bemutatott amerikai akcióthriller, melyet az elsőfilmes rendező, Troy Duffy írt és rendezett. A főbb szerepekben Willem Dafoe, Sean Patrick Flanery, Norman Reedus, David Della Rocco és Billy Connolly látható.
A film egy bostoni ír ikerpárról szól, akik önbíráskodó bűnözőkké válnak, miközben egy különc FBI-ügynök próbálja azonosítani és törvény elé állítani őket.
A Columbine High School-beli lövöldözés miatt az Amerikai Egyesült Államokban csupán öt moziban tűzték műsorra 2000. január 21-én. Emiatt mindössze 30 ezer dollár bevételt termelt és bevételi szempontból megbukott. Bár a kritikusokat is megosztotta a film, a bemutató óta a DVD-eladásoknak köszönhetően magas bevételt termelt és kultuszfilmmé vált.
2009-ben jelent meg a folytatása Testvérbosszú 2. – Mindenszentek címmel és egy harmadik rész elkészítését is tervezik.

## Cselekmény
Connor és Murphy MacManus bostoni kétpetéjű ikerpár, részt vesznek egy misén, ahol a pap Kitty Genovese történetéről prédikál. Később Szent Patrik napját ünneplik barátaikkal egy bárban, melyet az orosz maffia kiérkező emberei akarnak bezáratni és megkaparintani. Verekedés tör ki, az írek legyőzik és megalázzák a maffiózókat. Másnap reggel az oroszok bosszút állnak és ki akarják végezni a testvérpárt, ezért ők önvédelemből megölik őket. 
Paul Smecker FBI-ügynökhöz kerül az ügy, aki zseniális logikájával hamar rekonstruálja az eseményeket és megtudja, hogy a rendőrség és a sajtó is hősként kezeli az ikreket. Ők feladják magukat a rendőrőrsön, Smecker kihallgatja, majd szabadon engedi őket. MacManusék még az őrsön töltött éjszakájukon hívást kapnak az Úrtól, melyben a bűnösök megbüntetésére biztatja őket az ártatlanok védelmében.
Connor értesül az orosz maffia egy hotelben tartott találkozójáról. Egy alvilági dílernél fegyvereket szereznek és megölnek kilenc orosz gengsztert. Eközben egy Rocco nevű barátjuk, Giuseppe "Papa Joe" Yakavetta olasz maffiafőnök küldönce is a helyszínre érkezik, mivel Papa Joe megbízta őt az oroszok megölésével. Amint rájön, hogy főnöke csapdába akarta csalni, Rocco csatlakozik a testvérek igazságosztó küldetéséhez. Aznap éjjel egy erotikus szórakozóhelyen végeznek Vincenzo Lapazzival, Papa Joe helyettesével is.  
Papa Joe tévesen azt hiszi, Rocco áll a gyilkosságok mögött és felbéreli Dózsét, az életfogytiglani börtönbüntetését töltő legendás bérgyilkost. Rocco bosszút akar állni egy korábbi bűntársán, aki a szeme láttára követett el egy családgyilkosságot és az ikrekkel rajtaüt egy játékbarlangon. A három férfit Dózse megtámadja, bár el tudnak menekülni, súlyosan megsebesülnek, Rocco elveszti egy ujját. A helyszínelő Smacker megtalálja a leszakadt ujjat és azonosítja Roccót. A nyomozó erkölcsi dilemmába kerül: ítéltesse el a három igazságosztót vagy csatlakozzon hozzájuk a szerinte helyes ügy végrehajtásában. Miután lerészegedik egy melegbárban és gyónás közben tanácsot kér egy vonakodó paptól, Smecker az utóbbit választja.
Az ikrek értesítik Smeckert, hogy Papa Joe megölését tervezik annak házában, de Smecker megtudja, az olasz maffiózó csapdát állított nekik. MacManusék és Rocco fogságba kerülnek, Papa Joe pedig lelövi korábbi emberét. Smecker nőnek öltözve bejut a házba, végez több gengszterrel és megpróbálja megmenteni a testvéreket, de Dózse leüti. A bérgyilkos fültanúja lesz, ahogy az ikrek egy családi imát mondanak el Rocco holtteste mellett. Ahelyett, hogy végezne velük, Dózse folytatja az ima szövegét – mint kiderül, ő az ikrek apja, ezután csatlakozik fiai küldetéséhez.
Három hónappal később Papa Joe tárgyalása zajlik, de a riporterek szerint szinte biztosan felmentik a vádak alól. A három MacManus Smecker és annak nyomozótársai segítségével betör a bíróságra, túszul ejtik a jelenlévőket és és beszédet mondanak, amely szerint a gonosz kiirtására készülnek. Ezután hármasban elmondják az imájukat és nyilvánosam végeznek Papa Joe-val.
A film végén egy riporter az utcán kérdezgeti az embereket, vajon egyetértenek-e az önbíráskodással.

## Szereplők
| Szerep                                           | Színész              | Magyar hang       |
| ------------------------------------------------ | -------------------- | ----------------- |
| Connor MacManus                                  | Sean Patrick Flanery | Viczián Ottó      |
| Murphy MacManus                                  | Norman Reedus        | Stohl András      |
| Paul Smecker FBI-ügynök                          | Willem Dafoe         | Sörös Sándor      |
| David 'Tréfamester' Della Rocco, Papa Joe embere | David Della Rocco    | Haás Vander Péter |
| Noah 'Dózse' MacManus                            | Billy Connolly       | Gruber Hugó       |
| David Greenly nyomozó                            | Bob Marley           | Galbenisz Tomasz  |
| "Dolly" Alapopskalius nyomozó                    | David Ferry          | Csuja Imre        |
| Duffy nyomozó                                    | Brian Mahoney        | Wohlmuth István   |
| bostoni rendőrfőnök                              | Richard Fitzpatrick  |                   |
| Giuseppe 'Papa Joe' Yakavetta olasz maffiavezér  | Carlo Rota           | Szerémi Zoltán    |
| Vincenzo Lapazzi, Yakavetta jobbkeze             | Ron Jeremy           |                   |
| Augustus DiStephano, visszavonult gengszter      | Carmen DiStefano     | Kun Vilmos        |
| "Doc" McGinty, Tourette-szindrómás kocsmáros     | Gerard Parkes        | Versényi László   |
| Donna, Rocco drogos barátnője                    | Lauren Piech         | Ábel Anita        |
| Rayvie, Donna drogos barátnője                   | Gina Sorell          |                   |
| Chappy, Papa Joe egyik kapitánya                 | Kevin Chapman        |                   |
| férfi az ír bárban                               | Troy Duffy           |                   |

## Fordítás
- Ez a szócikk részben vagy egészben  a   The Boondock Saints című angol Wikipédia-szócikk ezen változatának fordításán alapul.  Az eredeti cikk szerkesztőit annak laptörténete sorolja fel. Ez a jelzés csupán a megfogalmazás eredetét és a szerzői jogokat jelzi, nem szolgál a cikkben szereplő információk forrásmegjelöléseként.